# Susan Lynch
Susan Lynch, född 5 juni 1971 i Corrinshego i Armagh, är en brittisk (nordirländsk) skådespelare. Hon är syster till skådespelaren John Lynch. Lynch har bland annat medverkat i  Lottomiljonären (1998), Nora (2000), Beautiful Creatures (2000), From Hell (2001), Frankie Mac (2003) och Kärlekens raseri (2004). 

## Filmografi i urval
- 1991 – The Bill (TV-serie)
- 1994 – Mellan land och hav
- 1994 – En vampyrs bekännelse
- 1997 – Ivanhoe (TV-serie)
- 1998 – Lottomiljonären
- 2000 – Nora (om Nora Barnacle)
- 2000 – Beautiful Creatures
- 2001 – From Hell
- 2003 – Frankie Mac
- 2004 – Mickybo and Me
- 2004 – Kärlekens raseri
- 2005 – Ett fall för Dalziel & Pascoe (TV-serie)
- 2006 – De tio budorden (TV-film)
- 2006 – Soundproof (TV-film)
- 2007 – Elizabeth: The Golden Age
- 2010 – Agatha Christie's Marple (TV-serie)
- 2011 – Lysande utsikter (TV-serie)
- 2012 – The Secret of Crickley Hall (TV-serie)
- 2016 – Fallande legend (TV-serie)
- 2017 – Kvinna inför rätta (TV-serie)
- 2018 – Killing Eve (TV-serie)
- 2018 – Doctor Who (TV-serie)
- 2019 – Downton Abbey
- 2021 – Saknad, aldrig glömd (TV-serie)
- 2024 – Daddy Issues (TV-serie)